# Ведашић (Удбина)
Ведашић је насељено мјесто у Лици, у општини Удбина, Личко-сењска жупанија, Република Хрватска.

## Географија
Ведашић је удаљен око 25 км сјеверно од Удбине, а од Коренице око 11 км југоисточно.

## Историја
Ведашић се од распада Југославије до августа 1995. године налазио у Републици Српској Крајини. До територијалне реорганизације у Хрватској насеље се налазило у саставу бивше велике општине Кореница.

## Становништво
Према попису из 1991. године, насеље Ведашић је имало 40 становника, од којих је било 38 Срба и 2 Југословена. Према попису становништва из 2001. године, Ведашић је имао 2 становника. Ведашић је према попису из 2011. године имао 2 становника.
| Националност       | 1991. | 1981. | 1971. | 1961. |
| Срби               | 38    | 58    | 100   | 174   |
| Југословени        | 2     | 4     |       |       |
| Хрвати             |       |       | 1     |       |
| остали и непознато |       |       |       |       |
| Укупно             | 40    | 62    | 101   | 174   |

| Демографија | Демографија | Демографија |
| Година      | Становника  | Становника  |
| ----------- | ----------- | ----------- |
| 1961.       | 174         |             |
| 1971.       | 101         |             |
| 1981.       | 62          |             |
| 1991.       | 40          |             |
| 2001.       | 2           |             |
| 2011.       |             | 2           |